# 遠藤桂一
遠藤 桂一（えんどう けいいち、1958年〈昭和33年〉2月22日 - ）は、日本の政治家。平取町長（1期）。

## 来歴
北海道富川高等学校を経て北海学園大学経済学部経済学科を卒業。
1980年4月、平取町役場に入庁。まちづくり課長などを歴任した。
2016年4月、副町長に就任。2020年3月末まで務めた。
2020年6月9日、川上満の任期満了に伴う平取町長選挙に出馬し、無投票で初当選。
2020年11月30日、同月18日に札幌市へ出張した際に利用した公用車の運転手が新型コロナウイルスに感染したことが判明。濃厚接触者としてPCR検査を受け、自身も新型コロナウイルスに感染していることが判明し、北海道で初めて自治体の首長の感染が確認された。判明後、遠藤は自宅療養し、軽症で連絡が取れる状況であることから職務代行者を置かない方針を示した。

### 平取町職員として
北海学園大学卒業後、1980年に平取町役場に入庁。平取町教育委員会に配属され、社会教育活動を支援した。また、町づくりの根幹に関わる部署を多く経験し、10年に1度改定される町総合計画の策定や旧日高町、旧門別町との合併協議に携わった。

## 政策

### バイオマス産業都市構想
エネルギー、経済を地域内で循環させることに重点を置き、木質チップでの発電機などの導入を進めている。
2020年度内にも病院・公民館への電力供給を可能にして、避難所としての機能を整備し、チップ燃焼の熱を利用したトマト栽培など、再生可能エネルギー活用のための整備を進めている。

### トマトと観光業
平取町の特産品である「びらとりトマト」を観光業に生かすため、直売所や道の駅などの整備、最終的には町全体をトマトパークとして整備する構想について、「実現に向けて動いていきたい」と語っている。